# Municipio de Chapman (condado de Saunders)
El municipio de Chapman (en inglés: Chapman Township) es un municipio ubicado en el condado de Merrick en el estado estadounidense de Nebraska. En el año 2010 tenía una población de 520 habitantes y una densidad poblacional de 6,47 personas por km².

## Geografía
El municipio de Chapman se encuentra ubicado en las coordenadas 41°1′48″N 98°9′17″O / 41.03000, -98.15472. Según la Oficina del Censo de los Estados Unidos, el municipio tiene una superficie total de 80.38 km², de la cual 78,95 km² corresponden a tierra firme y (1,78 %) 1,43 km² es agua.

## Demografía
Según el censo de 2010, había 520 personas residiendo en el municipio de Chapman. La densidad de población era de 6,47 hab./km². De los 520 habitantes, el municipio de Chapman estaba compuesto por el 96,92 % blancos, el 0,58 % eran afroamericanos, el 0,58 % eran amerindios, el 0,19 % eran asiáticos, el 0,58 % eran de otras razas y el 1,15 % eran de una mezcla de razas. Del total de la población el 2,88 % eran hispanos o latinos de cualquier raza.